# استوارتفیلد
استوارتفیلد (به انگلیسی: Stuartfield) یک روستا در اسکاتلند است که در آبردین‌شایر واقع شده‌است. استوارتفیلد ۷۰۰ نفر جمعیت دارد.